# (35767) 1999 JM
1999 JM (asteroide 35767) é um asteroide da cintura principal. Possui uma excentricidade de 0.09130240 e uma inclinação de 13.07560º.
Este asteroide foi descoberto no dia 6 de maio de 1999 por Takao Kobayashi em Oizumi.